# NGC 1150
NGC 1150 este o galaxie lenticulară situată în constelația Eridanul. A fost descoperită în 31 decembrie 1885 de către Francis Leavenworth. Se află la o distanță de 120,11 de megaparseci de Pământ.